# 安藤夢叶
安藤 夢叶（あんどう ゆうと、2002年5月29日 - ）は、日本の俳優、ダンサー。
大阪府出身。株式会社スターダストプロモーション所属。身長176cm、血液型はA型。
愛称はあんでぃ。昔からダンサーネームとして「Andy」を使用していたため、そのまま愛称として使用するようになった。

## 人物
趣味は料理、ゲーム、映画鑑賞。ゲーム配信を行なったこともあり、スタダGamersClubにてホラーゲーム『Dead end Exit 8』をソロプレイした。その他にもボードゲーム好きと公言している。
特技はダンス、歌。ACTORS☆LEAGUE in Dance 2024にて持ち前のポテンシャルを活かしたダンスを披露し、チームの一員として優勝に貢献した。
兄弟はおらず一人っ子である。しかし2015年5月4日、自身のアメブロにて愛犬、チワワの「メロ」を "妹"、シェパードの「ジャック」を "弟" と紹介したことがある。
幼少期より沢山の動物に囲まれて育っており、現在ではラグドールを4匹飼っている。それぞれ、ふぁぼ、りぷ、はしゅ、たぐ、というとある法則に則って名付けられている。

## 略歴
2010年〜2016年、ダンスバトル、クルーバトル、ソロバトル、タッグバトルにて数多くの準優勝や優勝などの成績を収める。
2015年8月25日、EBiDAN OSAKAのイベントにて「あめりかんザリガニ」として結成が発表される。（のちに AMEZARI -RED STARS- と改名される。）
2019年3月15日、自身初となる舞台『apricot』にて西宮光役を務める。
2021年より本格的に俳優としての活動を始め、数多くの舞台に出演するようになる。同年6月30日、AMEZARI -RED STARS-が、メンバーの脱退・活動休止・卒業に加え、コロナ禍で思うように活動することが難しくなり解散した。
2024年3月1日、自身初となる2.5次元舞台「ヒプノシスマイク -Division Rap Battle-」Rule the Stage -New Encounter- にて伊弉冉一二三役を演じ、人気を博した。
2025年1月25日、『安藤夢叶 official fan club(仮)』開設。同年3月8日に行われた『安藤夢叶 1st fan meeting』にてFC名が【夢〜叶ぴあ】に決定した。

## 出演

### 舞台
2019年
- 舞台『apricot』（2019年3月15日～3月17日、アカルスタジオ）- 西宮光 役[10]

2021年
- 演劇ユニット【爆走おとな小学生】第十五回全校集会『勇者セイヤンの物語～ノストラダム男の大予言～』（2021年1月20日～1月24日、オルタナティブシアター ・ 1月29日〜1月31日、COOL JAPAN PARK OSAKA TTホール）- バンドリック 役[11]
- 平成トイボックス『雨降る正午、風吹けば』（2021年2月21日〜2月23日、GOTANDA G2）- 柳秀明 役[12]
- 演劇ユニット【爆走おとな小学生】第十四回全校集会『初等教育ロイヤル(赤組)]』（2021年7月23日～7月25日、京都劇場）- 阿部くん 役[13]
- 舞台『はい！丸尾不動産です。～本日、家で再会します～』（2021年9月4日～9月7日、ABCホール ・ 10月3日、アクリエひめじ） - （ビワちゃん） 役[14]
- 演劇ユニット【爆走おとな小学生】第十三回課外授業『ハローハローポピーポピー』（2021年12月21日～12月26日、BOX in BOX THEATER） - チャック役[15]

2022年
- ときめきステーショナリーズ READING LIVE 『デッド・アンド・アライブ』（2022年2月25日、GOTANDA G5） - 裁目庄三郎 役[16]
- 『君に響け！～楽器達のラプソディ～』（2022年4月29日、西荻ターニング） - 部須澤ハジキ 役[17]
- ハネオロシ×SUPERNOVA『万雷の喝采』（2022年8月11日～8月14日、THEATER BRATS） - 宮川智也 役[18]
- SUPER NOVA stage001『雨降る正午、風吹けば』（2022年7月13日～7月24日、王子小劇場 ・ 8月18日～8月21日、大阪市立芸術創造会館） - 柳秀明 役[19]

2023年
- 『いま、会いにゆきます』（2023年6月30日～7月2日、阿倍野区民センター大ホール） - 秋穂巧 役[20]
- たやのりょう一座　第12回公演　怪盗☆ドラゴンカンパニーvol.3 舞台『亡霊島と永遠の鍵』（2023年8月5日＆6日、ABCホール） - サイエンス 役[21]
- 劇団25、6時間 第9回本公演『想い光芒、想われ曙光』（2023年9月6日～10日、萬劇場） - 四宮健 役 （ダブルキャスト）[22]
- 『あなとうと』（2023年10月6日～9日、ABCホール） - アンソニー 役[23]

2024年
- 『ヒプノシスマイク -Division Rap Battle-』Rule the Stage -New Encounter-（2024年3月1日～3月17日、品川プリンスホテル ステラボール ・ 2024年4月4日～4月7日、COOL JAPAN PARK OSAKA WWホール） - 伊弉冉一二三 役[24]
- Butlers’ 歌劇『悪魔執事と黒い猫』～薔薇薫る舞踏会編～（2024年6月7日～6月16日、IMM THEATER） - ロノ・フォンティーヌ 役[25]
- コブクロ JUKE BOX reading musical"FAMILY"（2024年7月19日 ※18:00の公演のみ、紀伊國屋サザンシアター TAKASHIMAYA）[26]
- 『ヒプノシスマイク -Division Rap Battle-』Rule the Stage -Grateful Cypher-（2024年10月4日～10月14日、TOKYO DOME CITY HALL ※現『Kanadevia Hall』） - 伊弉冉一二三 役[27]
- 前川優希プロデュース舞台 第二弾『水平なライオン』（2024年11月20日～11月24日、シアター・アルファ東京） - 馬場頼人 役[28]

2025年
- 舞台『WIND BREAKER』（2025年1月3日〜1月5日、COOL JAPAN PARK OSAKA WWホール ・ 2025年1月10日〜1月19日、シアターH） - 蘇枋隼飛 役[29]
- 『Dancing☆Star』プリキュアThe Stage（2025年2月15日〜2月23日、シアターH ・ 2025年3月1日＆2日、京都劇場） - 音切百合夜 役[30]
- 舞台 マーダーミステリーシアター『殺意の代償』（2025年3月14日 ※13:00の公演のみ、品川プリンスホテル クラブex） - 霧島亜蘭 役[31]
- 舞台『魔道祖師』邂逅編（2025年3月22日〜3月30日、シアターH ・ 2025年4月4日〜4月6日、京都劇場） - 藍思追(ラン・スージェイ) 役[32]
- ミュージカル『フラガリアメモリーズ』~純真の結い目~（2025年5月23日〜6月1日、シアターH ・ 2025年6月6日〜6月8日、AiiA 2.5 Theater Kobe） - メロルド役[33]
- 朗読劇『あの花が咲く丘で、君とまた出会えたら。』（2025年7月5日、シアター1010）- 佐久間彰 役[34]
- 舞台『日本三國』（2025年7月25日〜8月3日、シアターH） - 長尾武兎惇 役[35]
- 朗読劇『文豪LETTERS』（2025年8月11日＆12日、北とぴあ ドームホール）[36]
- Butlers' 歌劇『悪魔執事と黒い猫』Devils' Harvest シークレットディナーショー（2025年9月26日〜9月28日、コットンクラブ） - ロノ・フォンティーヌ 役[37]
- 『Dancing☆Star』プリキュアThe Stage3（2025年12月5日〜12月14日 、天王洲 銀河劇場 ・ 2025年12月19日〜12月21日、COOL JAPAN PARK OSAKA TTホール） - 音切百合夜 役 ※映像出演[38]

### ドラマ
2021年
- 関西テレビ/BSフジテレビ 共同制作ドラマ『クロシンリ 彼女が教える禁断の心理術』第2章（5月7日、5月14日） - （生徒）土井 役[39]

### バラエティ他
2020年
- フジテレビ「痛快TVスカッとジャパン」『ダメな剣道場を救ってくれたヒーロー』（2020年4月20日放送） - （道場生）大森 役[40]

2022年
- 関西テレビ『2時45分からスローでイージーなルーティーンで』「ドラマチックシアター」（2022年8月30日放送） - （高校生）佐野 役[41]

### イベント
- ACTORS☆LEAGUE
  - in Dance 2024（2024年8月27日、有明アリーナ） - チーム LYJ（LIL YOUNG JUNIOR）[42]
  - 『あくたーず☆りーぐ さんにんのおうさまのおはなし』（2024年11月2日〜11月4日、横浜赤レンガ倉庫1号館3Fホール） - ぼーいず 役[43]
  - in Dance 2025（2025年8月26日、国立代々木競技場 第一体育館） - チーム Gang Blue[44]
- ネルケプランニング30th ANNIVERSARY『ネルフェス2024』『ヒプノシスマイク-Division Rap Battle-』Rule the Stage （2024年8月20日、日本武道館） - 伊弉冉一二三 役[45]

### ファンイベント
- 安藤夢叶バースデーイベント2023（2023年5月28日、TSUTAYA EBISUBASHI 5Fイベントスペース）[46]
- 『安藤夢叶１st fan meeting』（2025年3月8日、THE BAGUS PLACE）
- 『安藤夢叶２nd fan meeting』（2025年6月14日、ドイツ文化会館 OAGホール）

## 書籍

### 写真集
- 安藤夢叶 Frist Photo book『Utopia』（2025年12月13日発売）[47]